# Fuchū (Tokio)
Fuchū (府中市 Fuchū-shi?) es una ciudad ubicada en Tokio Occidental, la parte occidental de la Metrópolis de Tokio, Japón.
Según datos del 2010, la ciudad tiene una población estimada de 255.112 habitantes y una densidad de 8.700 personas por km². El área total es de 29,34 km².
La ciudad fue fundada el 1 de abril de 1954, luego de la fusión del pueblo de Fuchū, la villa de Tama y la villa de Nishifu.

## Historia
Históricamente, se estableció como capital de la provincia de Musashi tras las reformas Taika en 645 y tuvo una posición predominante en la zona hasta el establecimiento de Kamakura como capital del shogunato en 1222, de hecho su nombre Fuchū proviene al nombre de las antiguas capitales provinciales de Japón. En 1333 fue escena de la batalla de Bubaigawara, durante la guerra Genkō que dio como resultado la Restauración Kenmu. Durante el período Edo fue una parada en el Kōshū Kaidō, una de las cinco rutas de Edo. 
En 1968 ocurrió en esta ciudad el robo de los 300 millones de yenes, uno de los más importantes en la historia japonesa y que nunca se pudo resolver.

## Geografía

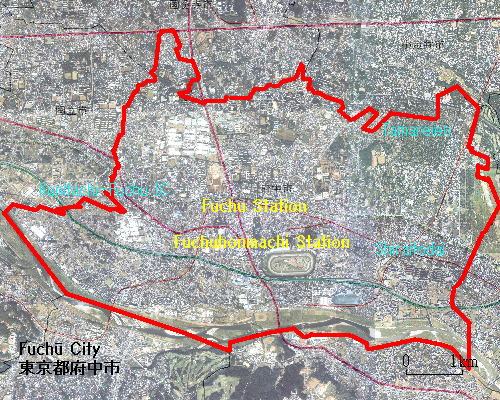
Mapa aéreo de la ciudad

Es una de las ciudades de Tokio Occidental (ubicado al oeste de los 23 barrios de Tokio), exactamente a 22 km al oeste de Shinjuku. Gran parte de la zona se ubica en la ribera occidental del río Tama, recorriendo este río de oeste a este a través del centro de la ciudad. La zona es casi plana, sólo distinguiéndose el monte Sengen con 79 metros de altura.

## Economía
La industria orientada a los servicios es el principal motor económico de la ciudad, teniendo una planta de la NEC Corporation, una planta de Toshiba y una destilería de Suntory.

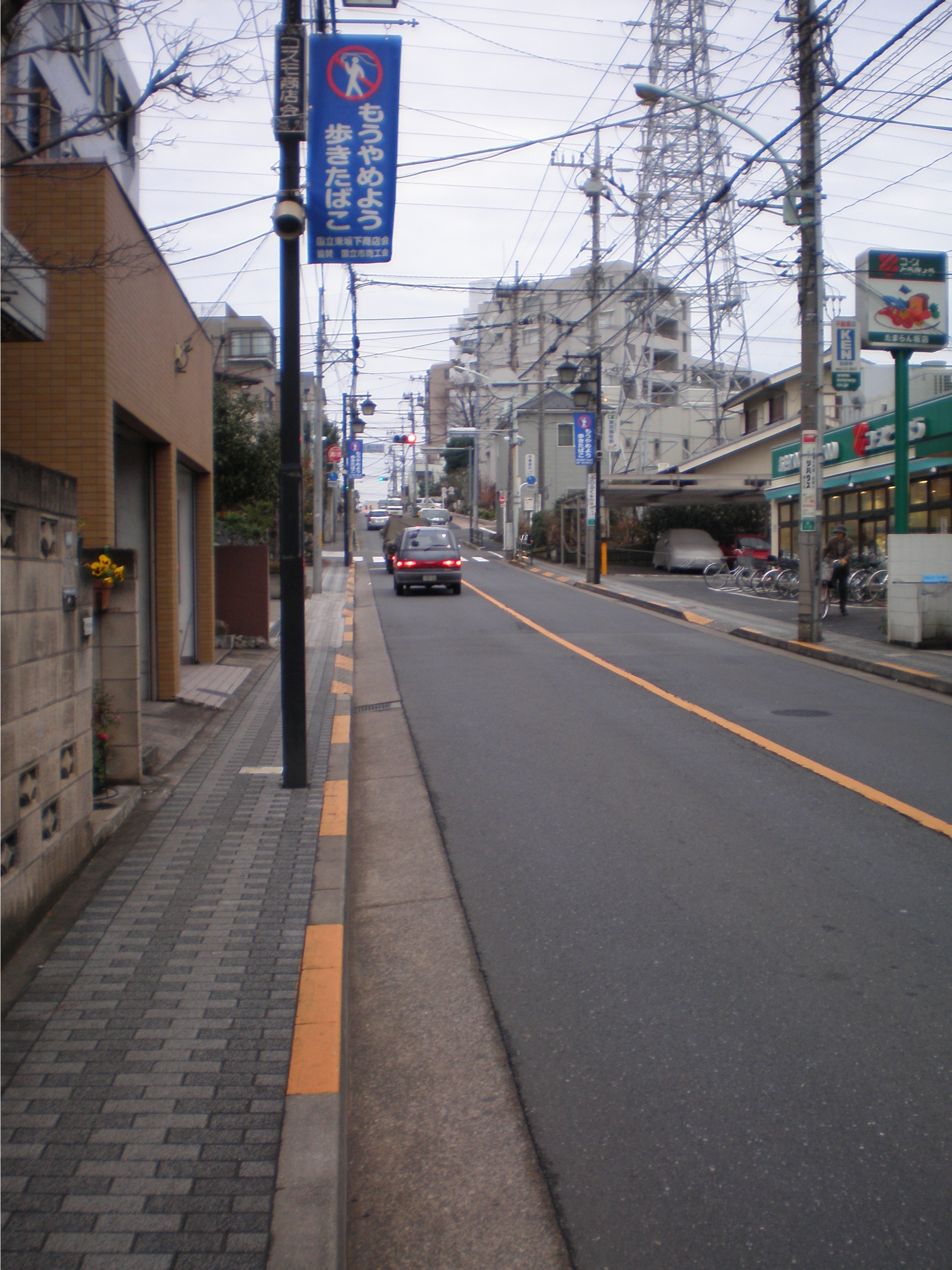
Vista de la ciudad

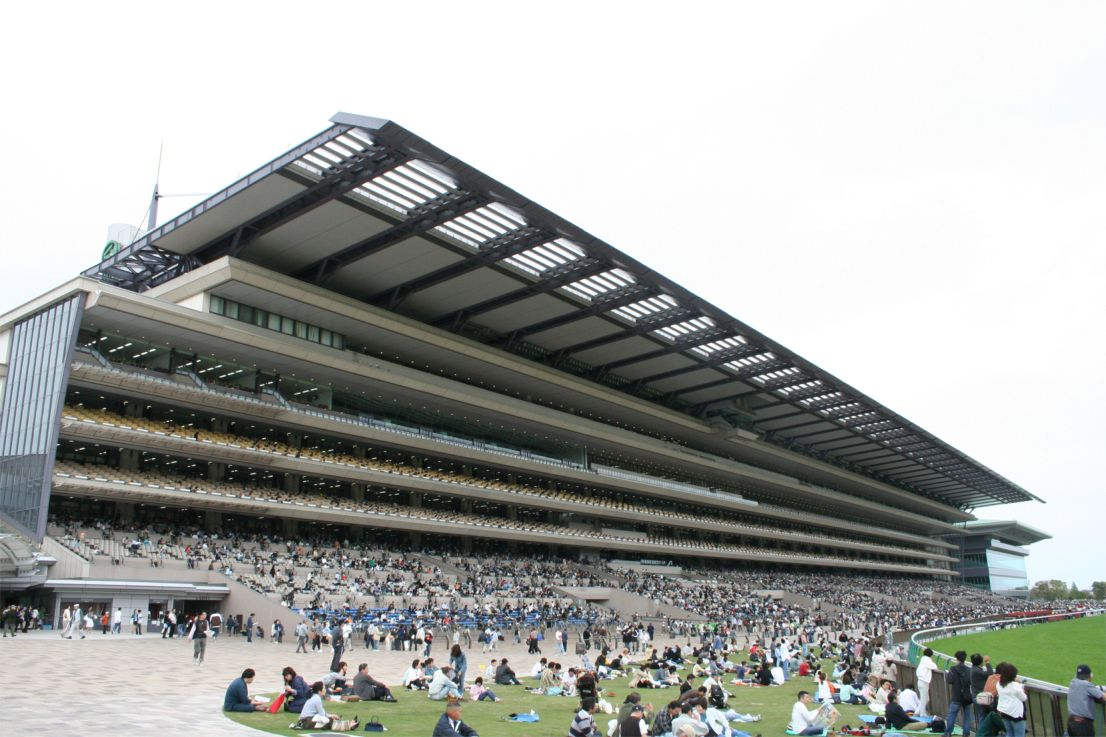
Hipódromo de Tokio

## Ciudades hermanas
- Yachiho, prefectura de Nagano, Japón.

## Sitios de interés
- Santuario Ōkunitama
- Tōgō-ji
- Jikei-in
- Santuario Ono
- Parque Forestal de Fuchū
- Parque Musashi
- Parque Monte Sengen
- Parque Nogawa
- Cementerio de Tama
- Teatro de Fuchū
- Hipódromo de Tokio